# 杜馬斯 (密蘇里州)
杜馬斯（英語：Dumas）是位於美國密蘇里州克拉克縣的非建制地區。

## 歷史
杜馬斯的郵局於1888年設立，其後於1917年停運。

## 地理
杜馬斯所處的海拔為高於海平面171米（即561英呎），而該地所採用的時區為UTC-6，即北美中部時區（CST）。同時該地設有夏令時間，為UTC-6調快一小時，即UTC-5（CDT）。